# Fritz Milkau

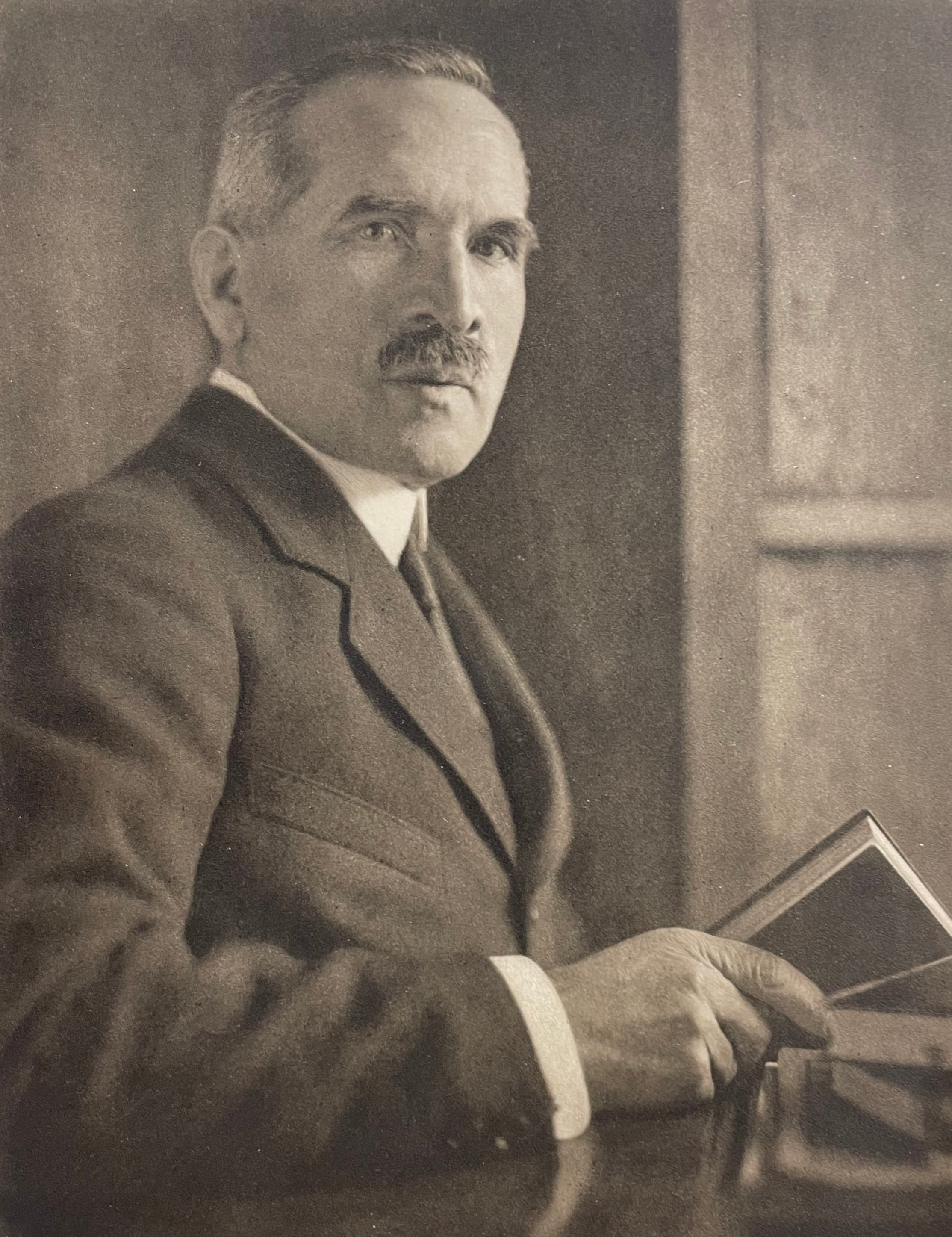
Fritz Milkau, Foto von Elfriede Reichelt (1921)

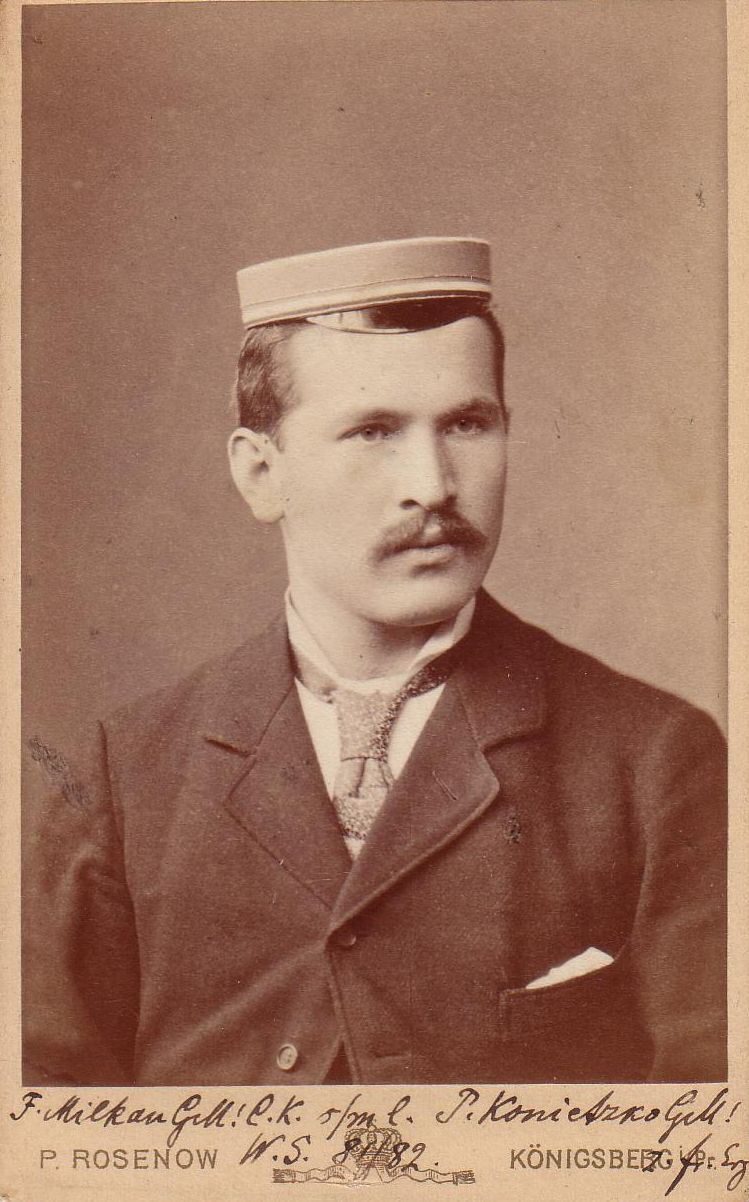
CR Milkau (1881)

Fritz Milkau (* 28. September 1859 in Lötzen, Ostpreußen; † 23. Januar 1934 in Berlin) war ein deutscher Bibliothekar. 

## Leben
Milkau war der Sohn des Schuhmachermeisters Friedrich Milkau und seiner Frau Henriette Marianne geb. Bleyer. Er besuchte die Herzog-Albrechts-Schule in Rastenburg. Nach dem Abitur studierte er ab 1878 an der Albertus-Universität Königsberg Klassische Philologie und Germanistik. Die reguläre Aktivität im Corps Masovia lag außerhalb seiner finanziellen Möglichkeiten; auf den Kneipen war er aber ein regelmäßiger und gern gesehener Gast. Seit dem Sommersemester 1881 war er (mit Carl Contag und Paul Thomaschki) als Corpsrecipient aktiv. Nach dem Examen wurde er Corpsschleifenträger. Das Band wurde ihm später verliehen. Schon 1881, mit 21 Jahren, beklagte er in der Hartungschen Zeitung das Zerrbild Ostpreußens in weiten Teilen der öffentlichen Meinung in Deutschland. Dafür machte er vor allem Wilhelmine von Hillern verantwortlich. 1890 gab er das erste Gesamtmitgliederverzeichnis des Corps heraus. Die Anlage ist bis heute unverändert geblieben.
Milkau wurde zunächst Gymnasiallehrer. Mit einer Doktorarbeit über den römischen Geschichtsschreiber Velleius Paterculus wurde er im Dreikaiserjahr zum Dr. phil. promoviert. Er wechselte vom Schul- in den Bibliotheksdienst. Zunächst war er an der Staats- und Universitätsbibliothek Königsberg, dann an der Universitätsbibliothek Bonn und der Königlichen Bibliothek zu Berlin. Während seiner Bonner Zeit gab er ein Verzeichnis der Bonner Universitätsschriften heraus. Ab 1897 war er für den Preußischen Gesamtkatalog verantwortlich. Er wirkte mit an der Abfassung der ihm zugrundeliegenden Preußischen Instruktionen. 1899 wurde er im preußischen Kultusministerium Mitarbeiter von Friedrich Althoff.
Seit 1902 Direktor der Universitätsbibliothek Greifswald, heiratete er 1904 an seinem 45. Geburtstag Frieda Hagen aus der Königsberger Apothekerfamilie. Als Nachfolger von Wilhelm Erman ging Milkau 1907 als Direktor an die Universitätsbibliothek Breslau. Dort verbrachte er vierzehn glückliche und entscheidende Jahre. 1921 folgte er Adolf von Harnack als Generaldirektor der Preußischen Staatsbibliothek in Berlin, die er bis 1925 leitete. Er versuchte, die führende Rolle dieser Bibliothek und ein funktionierendes Bibliothekssystem insgesamt in den schwierigen Nachkriegsjahren zu erhalten. Während seiner Amtszeit war er Vorsitzender des preußischen Beirats für Bibliotheksangelegenheiten. 1924 wurde auf seine Veranlassung zum ersten Mal die Fernleihe in ganz Deutschland geregelt. Nach seiner Pensionierung als Generaldirektor wurde Milkau Honorarprofessor für Bibliothekswissenschaft an der Friedrich-Wilhelms-Universität zu Berlin. Er leitete dort von 1928 bis zu seinem Tod das von ihm gegründete Bibliothekswissenschaftliche Institut. Zur Unterstützung seiner Lehrtätigkeit richtete er eine umfangreiche Diasammlung ein, die 1926–1933 in der Photographischen Werkstatt der Preußischen Staatsbibliothek erstellt wurde. Sie besteht zumeist aus Reproduktionen von Buchauszügen und -grafiken. 1931–1933 gab Milkau die dreibändige erste Auflage des Handbuchs der Bibliothekswissenschaft heraus. Er erkrankte 1933 und starb zu Beginn des folgenden Jahres mit 74 Jahren. In seinem Nachruf sah Otto Schellong in Milkau den nach Ferdinand Gregorovius größten Masuren. Das Bibliothekswissenschaftliche Institut hörte mit Milkaus Tod auf zu bestehen, wurde aber in den 1950er Jahren weitergeführt. Milkaus Grabstätte befindet sich auf dem Südwestkirchhof Stahnsdorf. 

## Ehrungen
- Verdienstkreuz für Kriegshilfe (Preußen)
- Rote Kreuz-Medaille (Preußen) 3. Kl.
- Roter Adlerorden III. Klasse mit der Schleife
- Dr. iur. h. c. der Schlesischen Friedrich-Wilhelms-Universität Breslau (1. März 1921)[7]

## Schriften
- Centralkataloge und Titeldrucke: geschichtliche Erörterungen und praktische Vorschläge im Hinblick auf die Herstellung eines Gesamtkatalogs der preussischen wissenschaftlichen Bibliotheken. Harrassowitz, Leipzig 1898 (Zentralblatt für Bibliothekswesen, Beiheft; 20).
- Die internationale Bibliographie der Naturwissenschaften nach dem Plane der Royal Society: Eine orientierende Übersicht. Asher, Berlin 1899.
- Die Königliche und Universitäts-Bibliothek zu Breslau: Eine Skizze. Hirt, Breslau 1911.
- Bibliothekswesen. In: Gustav Abb (Hrsg.): Aus fünfzig Jahren deutscher Wissenschaft. Die Entwicklung ihrer Fachgebiete in Einzeldarstellungen. de Gruyter, Berlin 1930, S. 22–43.
- mit Georg Leyh (Hrsg.): Handbuch der Bibliothekswissenschaft, 7 Bde. 1931 ff.